# سكوت الان
سكوت الان (بالإنجليزية: Scott Allan)‏ (28 نوفمبر 1991 بغلاسكو في المملكة المتحدة - ) هو لاعب كرة قدم بريطاني في مركز الوسط. شارك مع منتخب اسكتلندا تحت 17 سنة لكرة القدم ومنتخب اسكتلندا تحت 21 سنة لكرة القدم. أما مع النوادي، فقد لعب مع برمنغهام سيتي ودندي يونايتد وميلتون كينز دونز ونادي بورتسموث ونادي سلتيك ونادي هيبرنيان ووست بروميتش ألبيون وفورفار أثلتيك ‏.

## وصلات خارجية
- سكوت الان على موقع قاعدة بيانات كرة القدم.إي يو (الإنجليزية)
- سكوت الان على موقع Soccerbase.com (لاعب) (الإنجليزية)
- سكوت الان على موقع Soccerway.com (الإنجليزية)
- سكوت الان على موقع عالم كرة القدم.نت (الإنجليزية)
- سكوت الان على موقع AS.com (الإسبانية)